# Idrija pri Bači
Idrija pri Bači je naselje v Občini Tolmin ob spodnjem toku Idrijce ob cesti Idrija–Tolmin.
Pri arheoloških izkopavanjih so v letih 1886 in 1887 raziskali 30 m dolgo in 5 do 10 m široko nekropolo s 47 grobovi, ki sega v na konec železne dobe (5. stoletje pr. n. št.). Posebnost so bogate najdbe orodja in napisi v venetski pisavi.